# Ивета Радичова
Ивета Радичова (на словашки: Iveta Radičová) е словашки политик и министър-председател на Словакия от 2010 до 2012 г.

## Биография
Родена е на 7 декември 1956 г. в Братислава, Чехословакия. Има една дъщеря и е женена за комика Стано Радич, който умира през 2005 г. Освен словашки език, Радичова говори добре руски език и има добри познания по английски, немски и полски език.

## Академична кариера
Радичова започва академичната си кариера, като следва социология в Университета „Коменски“ в Братислава и защитава докторат в Словашката академия на науките през 1981 година. Радичова работи като социолог в академия от 1979 до 1989 година, координирайки изследователски екип за работа върху семейните политики. През 1991 г. учи за година в Оксфордския университет. След завръщането си в Словакия основава Център за анализа на социалната политика, една от първите неправителствени организации в Словакия, на която тя е директор до 2005 година. През този период тя изнася лекции към катедрата по социология, политически науки и социална работа в Университета „Коменски“, като това я прави първата жена професор по социология. През пролетта на 2013 г. тя се завръща в Оксфорд като гостуващ преподавател.

## Политическа кариера
Радичова започва политическата си кариера през 1990 г. като член на движението „Обществеността срещу насилието“, като е негов говорител до 1992 година. От 2005 до 2006 година е министър на труда, социалните въпроси и семейството в дясноцентристкото правителство на Микулаш Дзуринда. На парламентарните избори в Словакия през 2006 г. Радичова е избрана за депутат в парламента на Словакия от партийната листа на либерално консервативната партия на Дзуринда Словашки демократически и християнски съюз – Демократическа партия.
След изборите от 2006 г. партията на Дзуринда отива в опозиция. Радичова официално става член на партията след тези избори и е избрана впоследствие за неин заместник-председател. Радичова също така е заместник-председател на парламентарния комитет за социални работи и жилища.
През 2009 г. е избрана от партията за кандидат за президент и е подкрепена от Християндемократическото движение и Партията на унгарската коалиция. На първия тур на 21 март тя получава изненадващо силна подкрепа от 38,05 % от вота и е на второ място спрямо настоящия президент Иван Гашпарович, който не успява да получи мнозинството от гласовете. Радичова е победена от Гашпарович във втория тур на изборите, проведен на 4 април, като получава 44,47 % от гласовете. Тя е първата жена стигнала до втория тур на президентските избори в словашката история.
Скоро след загубата на президентските избори Радичова се сблъсква с трудности след като гласува от името на липсващ колега в нарушение на парламентарните правила. В резултат на това тя напуска поста си на депутат в парламента на 23 април 2009 година.

## Министър-председател
В началото на 2010 г. Радичова е начело на листата на Словашкия демократически и християнски съюз – Демократическа партия за следващите парламентарни избори и на първичните избори побеждава бившия финансов министър Иван Миклош. По време на изборната кампания нейната партия се опира на платформа за фискална дисциплина и обещава да даде нов тласък на икономиката след като нейния ръст спада с 4,7 % след 2009 година.
На парламентарните избори на 12 юни 2010 г. нейната партия печели 15,42 % от вота, което и отрежда второ място, далеч зад партия Смер на министър-председателя Роберт Фицо, която получава 34, 79 % от вота. Обаче коалиционните партии на Фицо, крайно националистическата Словашка национална партия и национално консервативната Народна партия – Движение за демократична Словакия се представят зле, като Словашката национална партия дори не успява да спечели депутатски места. След като Фицо не успява да сформира ново правителство, Радичова като водач на листата на най-голямата опозиционна партия е помолена да сформира правителство от президента Гаспарович на 23 юни 2010 г. На 8 юли 2010 г. Радичова става първата жена министър-председател на Словакия, заставайки начело на коалиционен кабинет, включващ либералната партия Свобода и солидарност, Християндемократическото движение, етническата унгарска партия Мост-Хид и собствената ѝ партия. Тази дясноцентристка коалиция има 79 от 150 места в парламента.
Радичова обещава, че нейното ново правителство ще намали държавните разходи, за да редуцира бюджетния дефицит. Тя казва: „Ние сме готови да поемем отговорност за страната във време, когато тя се справя с влиянието на дълбоката икономическа криза и безотговорните решения на нашите политически предшественици.“ Тя също така казва, че гаранцията на Словакия от 4,5 милиарда евро за европейския стабилизационен фонд е прекомерна, но няма да блокира одобряването на схемата вътре в ЕС, макар че ще търси начин да преговаря за приноса на страната към него. Нейното ново правителство търси чрез коалиционния си партньор Мост-Хис да изгради наново връзките си с Унгария, които са сериозно нарушени от приемането на спорен език и закони, свързани с гражданството.
Радичова губи вот на доверие в парламента на 11 октомври 2011 г. след спор за спасяване на Еврозоната и това води до падане на нейното правителство. На 10 март 2012 г. са проведени нови избори. Радичова не поставя повече своята кандидатура. През 2013 г. публикува Krajina hrubých čiar, в която описва преживяванията си като министър-председател.

## Публикации
- Radičová, Iveta. (1993). „Privatisation: The Case of Slovakia“, History of European Ideas 17 (6): 735 – 740.
- Potůček, Martin, and Iveta Radičová. (1997). „Splitting the Welfare State: The Czech and Slovak Cases“, Social Research, 64 (4): 1549 – 1587.
- Radičová, Iveta, ed. (1998). Sociálna Politika na Slovensku, Social Policy in Slovakia.
- Radičová, Iveta. (2001). Hic Sunt Romales. Bratislava.
- Radičová, Iveta, and Ľuba Lesná. (2013). Krajina hrubých čiar [Country of Full Stops]. Bratislava: Ikar. ISBN 978-80-551-3427-7 [12]